# Silent Hill (spel)
Silent Hill är ett survival horror-spel av Team Silent utgiven exklusivt för Playstation 1 av Konami 1999.

## Handling
Det första spelet handlar om Harry Mason som åker till Silent Hill på semester med sin dotter Cheryl. På vägen dit kliver plötsligt någon fram på vägen. Harry bromsar och bilen glider av vägen. När Harry vaknar upp upptäcker han att Cheryl är försvunnen och han börjar söka efter henne på de dimmiga gatorna.